# Ottavio Alessi
Ottavio Alessi (* 1. Januar 1919 in Cammarata, Italien; † 26. April 1978) war ein italienischer Filmschaffender.

## Leben
Ottavio Alessi arbeitete in vielen Berufen innerhalb der italienischen Filmindustrie, so als Regieassistent, Schauspieler und Regisseur, hauptsächlich jedoch als Drehbuchautor.
Erste Erfahrungen sammelte er als Regieassistent bei Filmen wie Amleto Palermis La peccatrice oder I figli del corsaro rosso (1943, von Marco Elter), bevor er sich dem Drehbuchschreiben zuwandte; zuerst 1946 in Zusammenarbeit mit Pietro Germi bei Il testimone.
Je weiter seine Karriere fortschritt, umso kurioser wurden seine Filme, bis er sich endgültig exploitativer B-Ware zuwandte (zum Beispiel Encrujiada de una monja, 1967); insbesondere der zweite ihm als Regisseur zugeschriebene Film, Sklavin ihrer Triebe wird heute als „Trash“-Perle gesehen. Der erste Film, in dem er als Regisseur geführt wurde, eine Thriller-Parodie mit dem Komödien-Star Totò, trägt nur aus rechtlichen Gründen Alessis Namen im Vorspann.
Nach dem Misserfolg seines selbstinszenierten Films wandte er sich wieder dem Schreiben zu, nun vor allem Softsex-Filmen im Emanuelle-Umfeld. Später hatte er großen Erfolg mit dem Drehbuch zu Cinderella 87.

## Filmografie (Auswahl)
- 1971: Der Todesengel (La vittima designata) (Schauspieler)
- 1984: Cinderella ’80 (Cenerentola ’80) (Drehbuch)